# Metallaxis sogai
Metallaxis sogai är en fjärilsart som beskrevs av Pierre E.L. Viette 1979. Metallaxis sogai ingår i släktet Metallaxis och familjen mätare. Inga underarter finns listade i Catalogue of Life.